# Alexander Goodwin
Pour les articles homonymes, voir Goodwin.
Alexander Goodwin est un ancien acteur américain, né le 29 décembre 1987, à New York. Il est principalement connu pour avoir interprété le rôle de Chuy dans le film de 1997, Mimic.

## Filmographie

### Cinéma
- 1994 : Un homme presque parfait : Will
- 1996 : Box of Moon Light : Bobby Fountain
- 1996 : Les Complices de Central Park : Nat à 5 ans
- 1997 : Mimic : Chuy
- 1998 : Illuminata : Crying boy

### Courts-métrages
- 1997 : March 29th, 1979

## Distinctions

### Nominations
- Saturn Award :
  - Nommé au Saturn Award du meilleur jeune acteur 1998 (Mimic)